# Metro (návrhový jazyk)
Microsoft design language (nebo MDL, dříve Metro) je v informatice označením pro návrhový jazyk (anglicky design language) vytvořený firmou Microsoft. Návrhový jazyk je zaměřen na typografii a zjednodušené fonty, odstranění nepořádku, obsah a jednoduché geometrické prvky, tedy principy plochého designu. Rané příklady principů Metra mohou být nalezeny v Encarta 95 and MSN 2.0. Metro je hlavním návrhovým jazykem (a tedy i designem) pro tvorbu rozhraní aplikací Windows (resp. UWP, moderních aplikací atp.).

## Vývoj
Návrhový jazyk se vyvíjel v Windows Media Center a Zune a formálně byl představen při uvedení systému Windows Phone 7. Od té doby byl integrován do mnoha jiných firemních produktů, jako je Xbox 360, Xbox One, Windows 8, Windows Phone a Outlook.com. Před uvedením oficiálního názvu ho Qi Lu v úvodní přednášce Konference MIXX prezentoval jako modern UI.
Podle firmy Microsoft bylo označení Metro pouze kódovým názvem a nikoliv oficiálním označením, ale zpravodajské servery připisují změnu názvu potížím s ochrannou známkou (označení Metro je ochrannou známkou německé firmy Metro AG).
Microsoft Design Language 2 (MDL2) byl vyvinut pro Windows 10.
Později ho dále rozšířil návrhový jazyk Fluent Design.

## Změna jména
Označení „Microsoft design language“ bylo v září 2012 přijato jako oficiální označení návrhového jazyka (designového stylu). Tento termín byl použit v dokumentaci na stránkách Microsoft Developer Network a v roce 2012 byl na Build konferenci odkazován jako návrhový jazyk.